# Campionat d'Espanya de motocròs 2003
La temporada de 2003 del Campionat d'Espanya de motocròs fou la 45a edició d'aquest campionat, organitzat per la Reial Federació Motociclista Espanyola.

## Classificació final

### 125cc
| Posició | Pilot             | Motocicleta | Punts |
| ------- | ----------------- | ----------- | ----- |
| 1       | Jonathan Barragán | KTM         | ?     |
| 2       | Antonio Paricio   | ?           | ?     |
| 3       | Carlos Campano    | Yamaha      | ?     |
| 4       | ?                 | ?           | ?     |
| 5       | ?                 | ?           | ?     |
| 6       | ?                 | ?           | ?     |
| 7       | ?                 | ?           | ?     |
| 8       | ?                 | ?           | ?     |
| 9       | ?                 | ?           | ?     |
| 10      | ?                 | ?           | ?     |

### Open
| Posició | Pilot              | Motocicleta | Punts |
| ------- | ------------------ | ----------- | ----- |
| 1       | Javier García Vico | KTM         | ?     |
| 2       | Mark Eastwood      | ?           | ?     |
| 3       | Josep Alonso       | ?           | ?     |
| 4       | ?                  | ?           | ?     |
| 5       | Álvaro Lozano      | KTM         | ?     |
| 6       | ?                  | ?           | ?     |
| 7       | ?                  | ?           | ?     |
| 8       | Jordi Viladoms     | ?           | ?     |
| 9       | ?                  | ?           | ?     |
| 10      | ?                  | ?           | ?     |

## Categories inferiors
Font:
| Campionat           | Guanyador           | Motocicleta |
| ------------------- | ------------------- | ----------- |
| Júnior 125cc        | Estanis Manuel      | KTM         |
| Cadet 85cc          | José Antonio Butrón | Yamaha      |
| Trofeu Juvenil 85cc | Francisco Utrilla   | Yamaha      |
| Trofeu Alevins 65cc | Julián Carmona      | KTM         |